# Bassus unimaculatus
Bassus unimaculatus är en stekelart som först beskrevs av Turner 1918.  Bassus unimaculatus ingår i släktet Bassus och familjen bracksteklar. Inga underarter finns listade.